# Baker Mayfield
Baker Reagan Mayfield (Austin, Texas, 14 april 1995) is een Amerikaans Americanfootballspeler voor de Tampa Bay Buccaneers (NFL). Mayfield nam in 2024 deel aan de Pro Bowl.